# Eduardo Tibiletti
Eduardo Tibiletti (Concepción del Uruguay, 5 de octubre de 1871 - Buenos Aires, 4 de enero de 1940) fue un político y abogado argentino, que ocupó el cargo de Gobernador de Entre Ríos entre 1935 y 1939.

## Biografía
Eduardo Tibiletti nació en la ciudad de Concepción del Uruguay, en la provincia de Entre Ríos. Cursó sus estudios primarios en su ciudad natal y egresó del Colegio del Uruguay. Culminados sus estudios de bachiller continuó su formación en la Facultad de Derecho y Ciencias Sociales de la Universidad de Buenos Aires, donde obtuvo su título en derecho y jurisprudencia. Fue profesor del Colegio del Uruguay entre 1894 y 1897, antes de obtener su grado universitario. posteriormente ejerció la docencia en la Escuela Normal donde dictó Moral e Instrucción Cívica y Política, además de Geografía y Cosmografía hasta 1910. [cita requerida]
El Presidente de la Nación Roque Saenz Peña lo nombró rector del Colegio del Uruguay, cargo que desempeñó entre 1911 y 1920. Se casó con Manuela de Olazábal. Tibiletti se radicó en la ciudad de Buenos Aires en 1922 donde ejerció como redactor en temas vinculados a la educación en el diario "La Razón", actividad que desarrolló varios años.

## «La Fraternidad»
En Concepción del Uruguay fue presidente de la sociedad educacionista «La Fraternidad», célebre institución de «La Histórica». Las mismas fueron aceptadas por ley N: 3050 del 4 de noviembre de 1935.

## Tibiletti político
Eduardo Tibiletti fue gobernador de la provincia de Entre Ríos, la década del ´30 del siglo XX estuvo marcada por la crisis internacional que afecto el país. Se postuló a gobernador de esa provincias en 1935, por la Unión Cívica Radical, con el apoyo tanto de los yrigoyenistas, que habían disminuido su influencia, como los antipersonalistas. Su vicegobernador fue Roberto Lanús. Su elección se dio en los tiempos en que la Argentina se impuso el fraude patriótico. El mismísimo Marcelo T. de Alvear viajó a Entre Ríos para hacer campaña a favor de la fórmula, y triunfaron con 54.000 mil votos frente a 43.000 mil del conservadurismo.
Para hacer frente a la caída de las ventas de vinos el Gobierno creó una serie de entidades reguladoras de diversas actividades económicas. Una de ellas fue la Junta Reguladora de Vino, que tuvo una actuación aplastante en la provincia entre los años 1935 y 1943. De 12.229 hectáreas con viñedos en 1935 se pasó a tener 2.451 hectáreas en los seis posteriores años. La producción se redujo a un terció en Federación, Concepción del Uruguay, Paraná, Victoria, Gualeguay, Gualeguaychú, Villaguay y La Paz Entre 1935 y 1940 la provincia expulzó alrededor de 13.000 habitantes anuales que migraban desde los campos empobrecidos a otras provincias especialmente al cordon de la ciudad de Buenos Aires. En plena crisis económica Tiblietti cuestiona el monopolio de la educación en manos estatales, cuestionando la escuela normalista, promoviendo fuertes subsidios a colegios confesionales en detrimento de las escuelas públicas.
Los pequeños productores que habían tomado préstamos hipotecarios para poder sembrar, y que pensaban pagarlos con la cosecha, pronto advirtieron que, por la rebaja de los precios no pudo afrontar la situación, y sus campos fueron expropiados por los bancos, lo que trajo como consecuencia que dejaran la vida rural  familias enteras migraron hacia las ciudades, expulsadas por el hambre, miles que llegan desde el campo.

### Salud pública y seguridad
Durante su desempeño como Gobernador de Entre Ríos su libro de gestión expresaba: "Una de las preocupaciones principales del Gobierno que preside el doctor Eduardo Tibiletti, ha sido el de poder asegurar a todos los habitantes de la Provincia, las garantías de una buena policía, celosa, guardiana del orden y la seguridad pública y custodia fiel de los intereses vinculados al Estado(...)[cita requerida]